# Communauté de communes Des Cévennes au Mont Lozère
La communauté de communes Des Cévennes au Mont Lozère est une communauté de communes française située dans le département de la Lozère et la région Occitanie.

## Historique
Cette communauté de communes naît de la fusion, le 1er janvier 2017, de la communauté de communes Des Cévennes au Mont Lozère (ancien périmètre), de la communauté de communes de la Cévenne des Hauts Gardons et de la communauté de communes de la Vallée Longue et du Calbertois en Cévennes. Son siège est fixé au Collet-de-Dèze.

### Communauté de communes (ancien périmètre)
Jusqu'au 31 décembre 2016, elle était une communauté de communes, créée le 1er janvier 2005, qui comprenait avant sa dissolution les communes de Pont de Montvert - Sud Mont Lozère, Ventalon en Cévennes et Vialas et dont le siège se situait à Pont de Montvert - Sud Mont Lozère. Cette communauté fusionne le 1er janvier 2017 dans la nouvelle communauté et est dissoute.

## Territoire communautaire

### Composition
La communauté de communes est composée des 19 communes suivantes :

| Nom                                | Code Insee | Gentilé          | Superficie (km2) | Population (dernière pop. légale) | Densité (hab./km2) |
| ---------------------------------- | ---------- | ---------------- | ---------------- | --------------------------------- | ------------------ |
| Le Collet-de-Dèze (siège)          | 48051      | Collétains       | 26,47            | 678 (2022)                        | 26                 |
| Bassurels                          | 48020      | Bassurelois      | 46,34            | 63 (2022)                         | 1,4                |
| Gabriac                            | 48067      | Gabriaciens      | 8,44             | 102 (2022)                        | 12                 |
| Moissac-Vallée-Française           | 48097      | Moissacois       | 27,05            | 217 (2022)                        | 8                  |
| Molezon                            | 48098      | Molézoniens      | 14,76            | 97 (2022)                         | 6,6                |
| Le Pompidou                        | 48115      | Pompidoliens     | 22,8             | 182 (2022)                        | 8                  |
| Pont de Montvert - Sud Mont Lozère | 48116      |                  | 167,34           | 537 (2022)                        | 3,2                |
| Saint-André-de-Lancize             | 48136      | Andrélancizois   | 22,78            | 163 (2022)                        | 7,2                |
| Saint-Étienne-Vallée-Française     | 48148      | Valfranciens     | 50,99            | 494 (2022)                        | 9,7                |
| Saint-Germain-de-Calberte          | 48155      | Saint-Germainois | 38,6             | 477 (2022)                        | 12                 |
| Saint-Hilaire-de-Lavit             | 48158      | Saint-Hilairains | 10,31            | 101 (2022)                        | 9,8                |
| Saint-Julien-des-Points            | 48163      | Pontels          | 3,83             | 119 (2022)                        | 31                 |
| Saint-Martin-de-Boubaux            | 48170      | Boubaussois      | 31,41            | 194 (2022)                        | 6,2                |
| Saint-Martin-de-Lansuscle          | 48171      | Lansusclais      | 18,05            | 192 (2022)                        | 11                 |
| Saint-Michel-de-Dèze               | 48173      | Saint-Micheliens | 14,19            | 227 (2022)                        | 16                 |
| Saint-Privat-de-Vallongue          | 48178      | Privatiers       | 23,87            | 248 (2022)                        | 10                 |
| Sainte-Croix-Vallée-Française      | 48144      | Saint-Crussais   | 18,57            | 305 (2022)                        | 16                 |
| Ventalon en Cévennes               | 48152      |                  | 23,75            | 258 (2022)                        | 11                 |
| Vialas                             | 48194      | Vialassiens      | 49,77            | 447 (2022)                        | 9                  |

### Démographie
| 1968  | 1975  | 1982  | 1990  | 1999  | 2010  | 2015  | 2021  |
| ----- | ----- | ----- | ----- | ----- | ----- | ----- | ----- |
| 4 978 | 4 498 | 4 208 | 4 446 | 4 796 | 5 079 | 5 126 | 5 055 |

### Communauté de communes (ancien périmètre)
Dans son ancien périmètre, la communauté de communes se composait des communes de Pont de Montvert - Sud Mont Lozère, Ventalon en Cévennes et Vialas. Elle avait une superficie de 240,86 km² et une population de 1 288 hab. en 2013.

## Administration

### Siège
Le siège de la communauté de communes est situé au Collet-de-Dèze.

### Les élus
À la suite du renouvellement des conseils municipaux, en mars 2020, le conseil communautaire de la communauté de communes Des Cévennes au Mont Lozère se compose de 28 membres représentant chacune des communes membres et élus pour une durée de six ans.
Ils sont répartis comme suit :
| Nombre de délégués | Communes |
| ------------------ | --- |
| 4                  | Le Collet-de-Dèze |
| 3                  | Pont de Montvert - Sud Mont Lozère, Saint-Étienne-Vallée-Française |
| 2                  | Saint-Germain-de-Calberte, Vialas |
| 1                  | Bassurels, Gabriac, Moissac-Vallée-Française, Molezon, Le Pompidou, Saint-André-de-Lancize, Saint-Hilaire-de-Lavit, Saint-Julien-des-Points, Saint-Martin-de-Boubaux, Saint-Martin-de-Lansuscle, Saint-Michel-de-Dèze, Saint-Privat-de-Vallongue, Sainte-Croix-Vallée-Française, Ventalon en Cévennes |

### Présidence
| Période                                  | Période  | Identité      | Étiquette | Qualité                                   |
| ---------------------------------------- | -------- | ------------- | --------- | ----------------------------------------- |
| 2017                                     | 2020     | Alain Louche  | PCF       | maire de Saint-Martin-de-Boubaux (2001→ ) |
| 2020                                     | En cours | Michel Reydon | DVG       | maire de Vialas (2014→ )                  |
| Les données manquantes sont à compléter. |          |               |           |                                           |

### Régime fiscal et budget
Le régime fiscal de la communauté de communes est la fiscalité additionnelle (FA).

## Pour approfondir